# Raise a Native
Raise a Native (1961-1988) est un cheval de course américain de race pur-sang anglais. Après une courte mais brillante carrière de course, il devint un grand étalon. 

## Carrière de courses
Raise a Native commença à faire parler de lui à l'âge de six mois lorsqu'il fut acheté aux enchères pour la somme, record à l'époque de $ 22 000, avant d'être vendu un an après, yearling, pour $ 39 000 à l'homme d'affaires Louis Wolfson, le même qui sera, des années plus tard, l'heureux propriétaire de l'un des plus célèbres descendants de Raise a Native, Affirmed. L'achat de Raise a Native était spectaculaire, mais finalement judicieux, car le poulain allait s'affirmer comme le plus talentueux de sa génération à 2 ans. Il ne courut que quatre fois, pour autant de victoires, avec à la clé trois records de piste. Ayant remporté deux des plus grandes courses pour 2 ans, les Juvenile Stakes et les Great American Stakes, il fut élu bien sûr meilleur 2 ans de l'année. 
En 1963, grand favori de la Triple Couronne à venir, Raise a Native doit pourtant mettre un terme à sa carrière après une sérieuse blessure au tendon. Il est vendu à un consortium d'éleveurs du Kentucky basé à Spendthrift Farm, un grand haras près de Lexington, en vue de sa carrière d'étalon.  

### Résumé de carrière
| Date        | Hippodrome   | Pays        | Course                | Distance    | Jockey      | Place       | Écart       | Deuxième      |
| 1963, 2 ans | 1963, 2 ans  | 1963, 2 ans | 1963, 2 ans           | 1963, 2 ans | 1963, 2 ans | 1963, 2 ans | 1963, 2 ans | 1963, 2 ans   |
| ----------- | ------------ | ----------- | --------------------- | ----------- | ----------- | ----------- | ----------- | ------------- |
| 28 février  | Hialeah Park | États-Unis  | Maiden                | 600 m       | J.L. Lots   | 1er / 14    | 6           | Allegory      |
| 4 mai       | Aqueduct     | États-Unis  | Allowance             | 1 000 m     | R. Userly   | 1er / 9     | 8           | Ramblin' Road |
| 31 mai      | Aqueduct     | États-Unis  | Juvenile Stakes       | 1 000 m     | J.L. Lots   | 1er / 6     | 2 ½         | Alphabet      |
| 17 juillet  | Aqueduct     | États-Unis  | Great American Stakes | 1 100 m     | Y. Ikaza    | 1er / 4     | 2           | Mr. Brick     |

## Au haras
Raise a Native allait se révéler le meilleur continuateur au haras du crack Native Dancer, l'un des piliers de l'élevage mondial de pur-sangs Au-delà de son score de 74 stakes winners (vainqueurs de courses principales), un chiffre peut donner une idée de sa prégnance dans les pedigrees des meilleurs chevaux américains : sur les cinquante éditions du Kentucky Derby suivant l'entrée en fonction de Raise a Native comme étalon, 21 vainqueurs sont ses descendants directs en lignée mâles, dont les vainqueurs de la Triple Couronne Affirmed, American Pharoah et Justify, ces deux derniers ayant aussi du sang de l'étalon du côté maternel.  
Les meilleurs fils de Raise a Native sont Mr. Prospector, son meilleur continuateur et l'un des plus grands étalons de l'ère moderne, les champions Alydar, lui-même talentueux reproducteur, et Majestic Prince (qui passa près de la Triple Couronne en 1969), ou encore Exclusive Native, autre étalon de premier plan, père notamment de Affirmed. Raise a Native, essentiellement via Mr. Prospector, représente l'alternative à l'omniprésence de Northern Dancer dans les pedigrees de pur-sangs. Son succès comme étalon a permis de diversifier les lignées issues de Native Dancer, dont l'hégémonie est allée jusqu'à susciter des polémiques sur la consanguinité et ses conséquences sur la fragilité des chevaux (voir l'article Ruffian).  
Raise a Native meurt en 1988, à 27 ans. Dans sa nécrologie, le New York Times parle de lui comme "l'étalon le plus influent de ces vingt dernières années.". 

## Origines
Raise a Native est donc un fils de l'immense Native Dancer, crack sur les pistes, élu deux fois cheval de l'année, première vedette des courses popularisée via la télévision, et qui a changé radicalement l'histoire de l'élevage des pur-sangs dans le monde. Sa mère, Raise You, était une bonne jument de course, qui s'est illustrée dans des stakes.

### Pedigree
| Origines de Raise A Native (USA), mâle alezan né en 1961 | Origines de Raise A Native (USA), mâle alezan né en 1961 | Origines de Raise A Native (USA), mâle alezan né en 1961 | Origines de Raise A Native (USA), mâle alezan né en 1961 |
| -------------------------------------------------------- | -------------------------------------------------------- | -------------------------------------------------------- | -------------------------------------------------------- |
| Père Native Dancer 1950                                  | Polynesian 1942                                          | Unbreakable                                              | Sickle                                                   |
| Père Native Dancer 1950                                  | Polynesian 1942                                          | Unbreakable                                              | Blue Glass                                               |
| Père Native Dancer 1950                                  | Polynesian 1942                                          | Black Polly                                              | Polymelian                                               |
| Père Native Dancer 1950                                  | Polynesian 1942                                          | Black Polly                                              | Black Queen                                              |
| Père Native Dancer 1950                                  | Geisha 1943                                              | Discovery                                                | Display                                                  |
| Père Native Dancer 1950                                  | Geisha 1943                                              | Discovery                                                | Ariadne                                                  |
| Père Native Dancer 1950                                  | Geisha 1943                                              | Miyako                                                   | John P. Grier                                            |
| Père Native Dancer 1950                                  | Geisha 1943                                              | Miyako                                                   | La Chica                                                 |
| Mère Raise You 1946                                      | Case Ace 1934                                            | Teddy                                                    | Ajax                                                     |
| Mère Raise You 1946                                      | Case Ace 1934                                            | Teddy                                                    | Rondeau                                                  |
| Mère Raise You 1946                                      | Case Ace 1934                                            | Sweetheart                                               | Ultimus                                                  |
| Mère Raise You 1946                                      | Case Ace 1934                                            | Sweetheart                                               | Humanity                                                 |
| Mère Raise You 1946                                      | Lady Glory 1934                                          | American Flag                                            | Man o'War                                                |
| Mère Raise You 1946                                      | Lady Glory 1934                                          | American Flag                                            | Lady Comfey                                              |
| Mère Raise You 1946                                      | Lady Glory 1934                                          | Beloved                                                  | Whisk Broom                                              |
| Mère Raise You 1946                                      | Lady Glory 1934                                          | Beloved                                                  | Bill and Coo (famille 8-f)                               |